# ماد ديسينت
ماد ديسينت (بالإنجليزية: Mad Decent)‏ هي علامة تسجلات أمريكية أسسها ديبلو. ساعدت العلامة في شهرة البرازيلي بايلي فونك والأنغولي كودورو حول أندية الرقص حول العالم. في الآونة الأخيرة ساهمت في مزيد دعم «مومباهتون» كنوع جديد من موسيقى الرقص الإلكترونية التي ابتكرها دي جي «دايف ندا».